# جنجال‌آباد
جنجال‌آباد یک روستا در ایران است که در بخش مرکزی شهرستان فاروج واقع شده‌است. جنجال‌آباد ۱۴۸ نفر جمعیت دارد.